# Jacksonville (Pennsylvanie)
Jacksonville est une census-designated place située dans le comté d'Indiana, dans l’État de Pennsylvanie, aux États-Unis. Lors du recensement de 2020, elle compte 620 habitants.